# Dolmen von Dignas

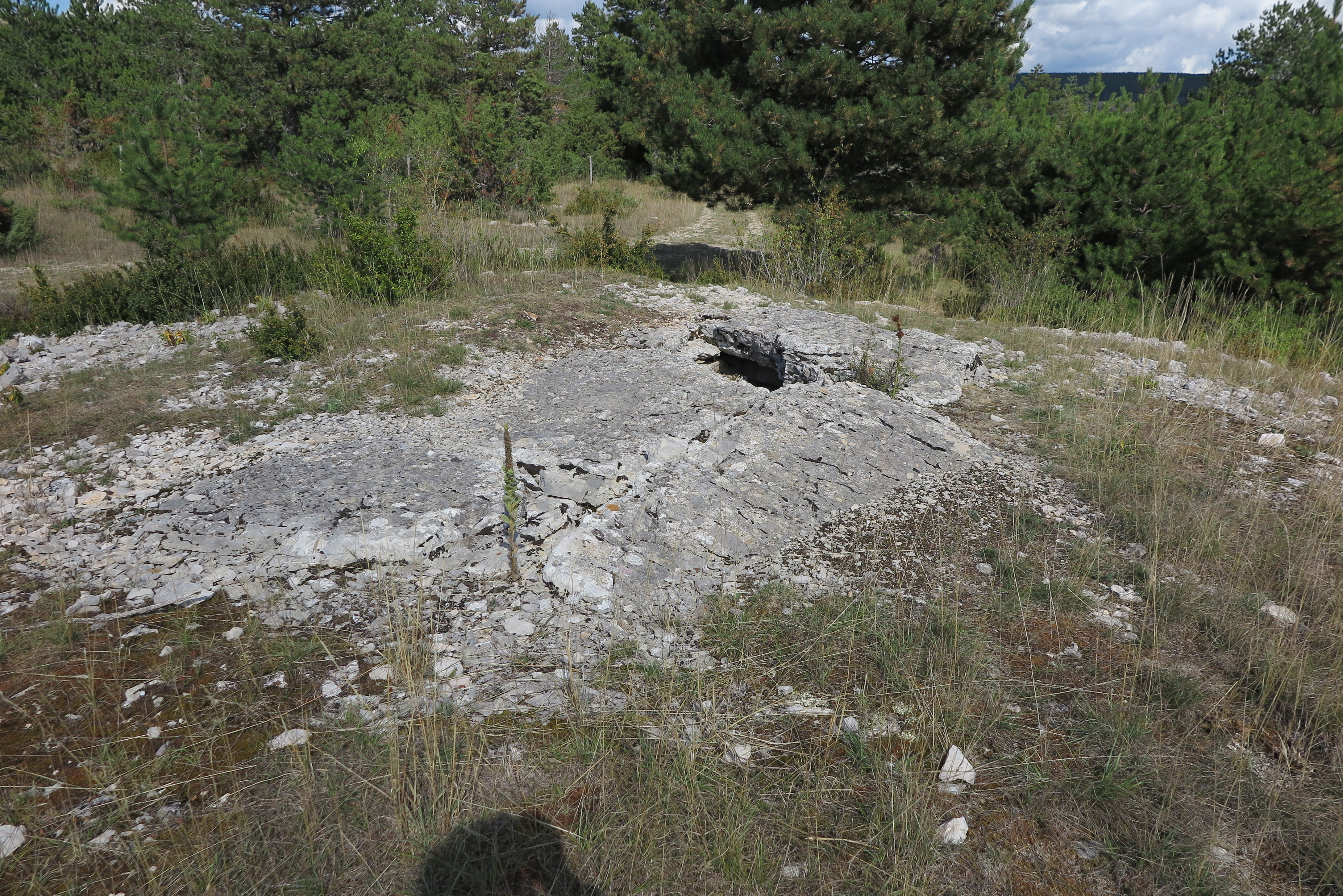
Dolmen von Dignas

Der Dolmen von Dignas liegt nördlich von Sainte-Enimie in der Gemeinde Gorges du Tarn Causses im Département Lozère in Frankreich. Dolmen ist in Frankreich der Oberbegriff für Megalithanlagen aller Art (siehe: Französische Nomenklatur).
Die rechteckige Kammer hat einen Monolithen als Pflaster. Eine kurze Vorkammer im Osten ermöglichte den Zugang zur Kammer, die im Hügel begraben liegt. Bei Ausgrabungen im späten 19. Jahrhundert wurde die Kammer fast vollständig geleert. Bei einer kürzlich durchgeführten Untersuchung wurden im Hügel Funde aus der Eisenzeit geborgen.
In der Nähe befinden sich der Dolmen von Peyrelevade und der Menhir du Bac.